# Шкарабейников, Максим Александрович
Максим Александрович Шкарабейников (род. 15 декабря 1974 года, Прокопьевск, Кемеровская область, РСФСР, СССР) — российский политический и государственный деятель. Глава Киселёвского городского округа с 9 января 2019 года по 29 ноября 2021 года. Глава Прокопьевска с 21 января 2022 года.

## Биография
Максим Александрович Шкарабейников родился 15 декабря 1974 года в городе Прокопьевск, Кемеровской области. Отучился в 3 учебных заведениях: в 1997 году окончил Сибирскую государственную горно-металлургическую академию (сейчас –  Сибирский государственный индустриальный университет) по специальности «Инженер-строитель». В 2012 получил образование менеджера по управлению персоналом в Кемеровском государственном университете. В 2017 году прошёл обучение в Московской школе управления «Сколково».
С 1999 года Шкарабейников работал в администрации города Прокопьевска. С 2016 года занимал должность первого заместителя главы. С 2018 года был главой Киселёвского городского округа. 30 ноября 2021 года, после увольнения губернатором Кемеровской области Сергеем Цивилёвым предыдущего главы Прокопьевска, Максим Шкарабейников стал временно исполняющим обязанности. А 21 января 2022 года был избран на пост главы Прокопьевска.